# Dracula (piesă de teatru din 1924)
Dracula este o piesă de teatru scrisă de dramaturgul irlandez Hamilton Deane în 1924, apoi revizuită de scenaristul american John L. Balderston în 1927. A fost prima adaptare autorizată a romanului lui Bram Stoker, Dracula. După ce a făcut turul Angliei, versiunea originală a piesei a apărut la Teatrul Mic din Londra în iulie 1927, unde a fost văzută de producătorul american Horace Liveright. Liveright l-a rugat pe Balderston să revizuiască piesa pentru o producție pe Broadway, care a avut premiera la Teatrul Fulton în octombrie 1927.În această producție a jucat Bela Lugosi în primul său rol major în limba engleză.
În varianta revizuită, Abraham Van Helsing investighează boala misterioasă a unei tinere, Lucy Seward, cu ajutorul tatălui și logodnicului ei. Descoperă că este victima contelui Dracula, un vampir puternic care se hrănește cu sângele ei. Bărbații îl urmează pe slujitorii lui Dracula în ascunzătoarea vampirilor, unde îl ucid cu un țăruș în inimă.
Piesa a fost ecranizată de două ori în 1931: ca Dracula (film în limba engleză) și Drácula (film în limba spaniolă).

## Legături externe
- Dracula la Internet Broadway Database